# 徐可期
徐可期（16世紀—1635年），字烜父，浙江金華府永康縣人，明朝政治人物。

## 生平
徐可期是萬曆四十三年（1615年）浙江鄉試舉人，崇禎元年（1628年）成進士，獲授行人，奉命冊封蜀王和遼王，期間減少供帳、節省夫役，推卻親王贈送的金帛，清望益著。考選福建道監察御史，因為正直觸犯權貴，改任刑部主事，召對時曾抗疏請求撤除各地監視宦官；陞員外郎兼掌四司印，當時山西、陝西流寇肆虐，外任官員大多無辜被逮，他都力為申救。八年（1635年）他在任內去世，行李中沒有無餘金，同僚為他舉喪，生平始終堅持清節，士子推為模範，入祀府學、縣學、鄉賢祠。

## 著作
有《書經貫言》、《太極正蒙宗旨》和《蜀游詩》。

## 引用
1. 1 2 3  光緒《永康縣志·卷七·人物》：徐可期，字烜父，崇正戊辰進士，初授行人，奉命冊封蜀藩，屏供帳、省夫役，王以金帛贈行，堅辭不受，又奉命諭祭豫藩，清望益著。考選福建道御史，以耿介觸忌者，改刑部主事，召對抗言請撤各監視內臣，逾月報可；陞本部員外郎，兼掌四司印，時山陝寇氛徧發，外臣多無辜被逮，可期力為申救，廷論韙之。乙亥病卒于官，囊無餘金，同官賻之舉柩歸。生平狷介始終一節，士林推為模範，著有《書經貫言》、《太極正蒙宗旨》，并《蜀游詩》行世，崇祀府縣學鄉賢。
2. ↑  光緒《永康縣志·卷六·選舉》：萬厯四十三年乙卯科（舉人） 徐可期 見進士